# Ideala gaslagen

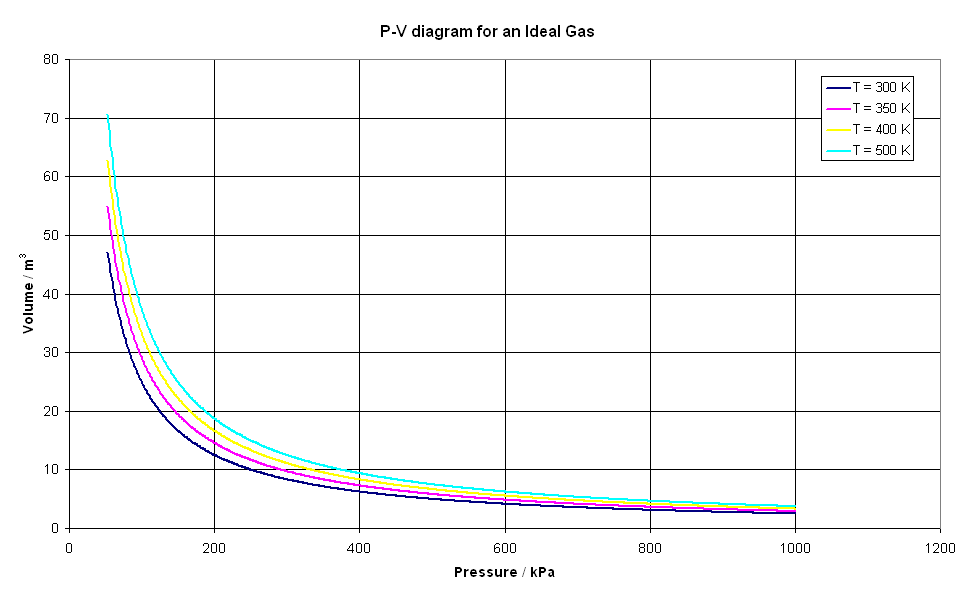
Några isotermer i ett p-V diagram för ideal gas.

Ideala gaslagen eller allmänna gaslagen beskriver sambandet mellan tryck, volym, temperatur och substansmängd hos klassiska ideala gaser. En ideal klassisk gas definieras som en gas utan annan interaktion mellan gasatomerna eller gasmolekylerna än fullständigt elastiska kollisioner, vilket inte är fallet för verkliga gaser. Avvikelserna från den ideala gaslagen för en verklig gas är dock små om gasdensiteten är mycket lägre än i den kondenserade vätskan. Därför kan formeln användas för till exempel luft.
För en sådan ideal gas gäller gasernas allmänna tillståndsekvation (p V) / T = konstant, som härleds ur Charles lag och Boyles lag. Genom att vidare använda sig av Avogadros lag erhålles den allmänna gaslagen:
{\displaystyle pV=nRT}
där
- p = gasens tryck (i Pa)
- V = gasens volym (i m3)
- n = substansmängd eller molantal (i mol)
- R = gaskonstanten  (8,3145 J/(mol⋅K) )
- T = absoluta temperaturen (i Kelvin).

Den ideala gaslagen kan teoretiskt härledas med hjälp av den kinetiska gasteorin, varvid förutsätts att:
- gasen består av små partiklar (molekyler), som inte har någon volym utan kan anses som punktformiga.
- gasens molekyler befinner sig i snabba rätlinjiga rörelser. Rörelserna blir sicksacklika på grund av att partiklarna kolliderar med varandra. Medelvärdet av partiklarnas rörelseenergi beror på gasens temperatur.
- molekylerna kolliderar med varandra och med behållarens väggar i fullständigt elastiska kollisioner. Detta innebär att rörelsemängden och rörelseenergin bevaras under kollisionen. Om molekylerna har en konstant rörelseenergi, innebär detta att man inte behöver ta hänsyn till deras kemiska energi eller annan form av energi (partiklarna har enbart rörelseenergi).
- det inte förekommer någon annan växelverkan mellan molekylerna och omgivningen än som nämnts i föregående punkter.

Flera generaliseringar av den ideala gaslagen har gjorts. Mest känd bland dessa är van der Waals lag.

## Exempel
Med tillståndsekvationen eller "allmänna gaslagen" kan till exempel densiteten för luft beräknas.

Då volymen är lika med massan delat med densiteten {\displaystyle V=m/\rho } och substansmängden är massan delat med molvikten {\displaystyle n=m/M} kan gaslagen omformas till
{\displaystyle \rho =(p\cdot M)/(R\cdot T)}
där
- {\displaystyle \rho } = densitet (i kg/m3 eller g/dm3)
- p = gasens tryck (i Pa)
- M = gasens molvikt (i kg/mol)
- R = gaskonstanten  (8,3145 J/(mol⋅K) )
- T = absoluta temperaturen (i Kelvin).

För luft av rumstemperatur och normalt tryck fås då, med normalt lufttryck p = 101,325 kPa, luftens molvikt M = 0,029 kg/mol, temperaturen 20 grader + 273,15 = 293,15 K och allmänna gaskonstanten R = 8,3144621 J/(mol*K)
{\displaystyle \rho =101325\cdot 0{,}029/(8{,}314\cdot 293{,}15){\mbox{ kg/m}}^{3}\approx 1{,}206{\mbox{ kg/m}}^{3}}
medan till exempel densiteten för luft vid sträng vinterkyla (20 minusgrader = 253,15 K) blir
{\displaystyle \rho =101325\cdot 0{,}029/(8{,}314\cdot 253{,}15){\mbox{ kg/m}}^{3}\approx 1{,}396{\mbox{ kg/m}}^{3}.}